# Zwankendamme
Zwankendamme és un antic nucli de Lissewege que el 1932 va fusionar amb la ciutat de Bruges, a la província Flandes Occidental situat entre el canal Boudewijnkanaal i el ferrocarril de Bruges a Zeebrugge.

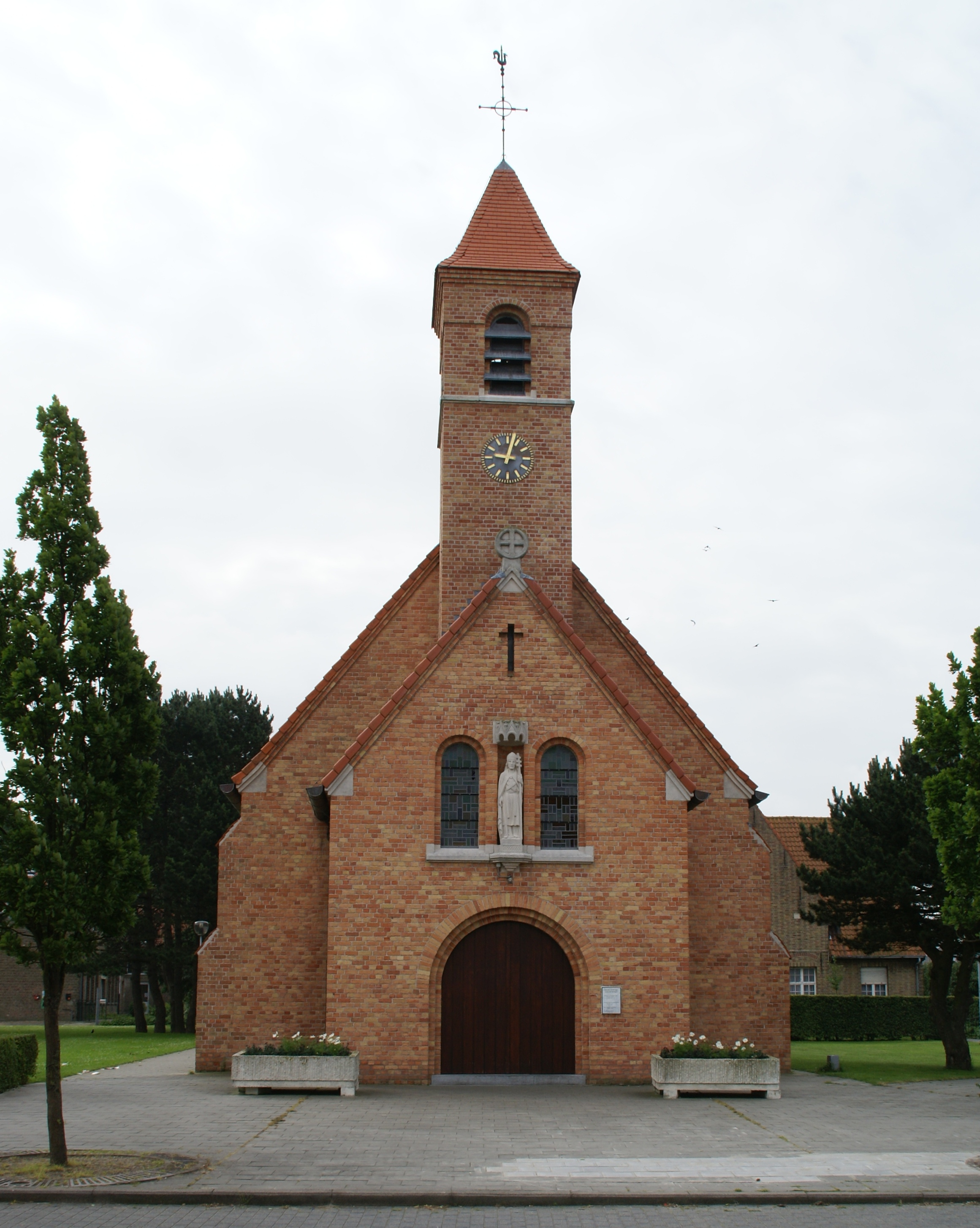
Església de Lleó el Magne

Fins a l'inici del segle xx, el poble només comptava quatre masos. El primer esment escrit data del 1357. Uns dels masos feudals, Swankendamme li va donar el nom.
Amb la construcció de la coqueria i la fàbrica de vidre de Glaverbel la població va augmentar considerablement. Els obrers especialitzats van venir de Valònia i això és la raó perquè moltes persones grans encara parlen francès. La coqueria es va tancar el que va minvar la contaminació de l'aire. Ara també la terra s'està descontaminant i així la qualitat de l'aigua del canal de Lissewege s'està millorant. El 1932 el barri va ser afegit al terme municipal de Bruges, en el marc del pla d'eixamplar el port de Zeebrugge.
El barri tenia una estació ferroviària a la línia Bruges-Zeebrugge fins al 2014, quan es va tancar per l'eixample de l'estació de classificació del port. Una part de la Cité wallonne (barri való) va conservar-se, i és un testimoni únic d'aquesta època industrial. El 2012, el nucli tenia 673 habitants, una pèrdua de 7% en cinc anys. El 2007 n'hi havia encara 724.
Hom hi troba unes restes d'una resclosa molt antiga al canal de Lissewege, que servia a l'edat mitjana per a reglar l'evacuació de les aigües dels pòlders i el transport de materials de construcció. La històrica casa de l'assuter va ser enderrocada el 2002.
- Cases de protecció oficial al carrer Zwankendammestraat
- Antiga estació ferroviària amb el port de Zeebrugge al segon pla
- Antiga estació i el poble de Lissewege al segon pla
- Resclosa al canal de Lissewege